# Masks
| Оценки критиков   | Оценки критиков |
| Источник          | Оценка          |
| ----------------- | --------------- |
| Alternative Press | [ 1 ]           |

Masks — пятый альбом группы Eyes Set to Kill. Релиз альбома состоялся 17 сентября 2013 года. Это первый альбом ESTK, выпущенный на лейбле Century Media Records. Также это последний альбом, записанный при участии скрим-вокалиста и соло-гитариста Чиско Миранда.

## Список композиций
| №                   | Название               | Длительность |
| ------------------- | ---------------------- | ------------ |
| 1.                  | «Masks»                | 1:40         |
| 2.                  | «Killing in Your Name» | 3:27         |
| 3.                  | «Lost and Forgotten»   | 3:52         |
| 4.                  | «Where I Want to Be»   | 3:11         |
| 5.                  | «True Colors»          | 4:43         |
| 6.                  | «Surface»              | 3:59         |
| 7.                  | «Little Liar»          | 3:00         |
| 8.                  | «Nothing Left to Say»  | 3:56         |
| 9.                  | «The New Plague»       | 3:09         |
| 10.                 | «Infected»             | 2:49         |
| 11.                 | «Secrets Between»      | 4:05         |
| 12.                 | «Haze»                 | 3:25         |
| 13.                 | «The Forbidden Line»   | 4:05         |
| Общая длительность: | Общая длительность:    | 45:35        |

## Участники записи
- Алексия Родригез — чистый вокал, ритм-гитара, акустическая гитара, пианино, клавиши
- Чиско Миранда — скрим, соло-гитара
- Анисса Родригез — бас-гитара
- Калеб Клифтон — барабаны, перкуссия, семплы